# Вулкански кратер
Вулкански кратер је кружно удубљење (депресија) настала као последица вулканске активности. У кружном удубљењу се јављају отвори из којих магма избија у виду гасова, лаве и других материјала. Кратер може бити великих димензија и понекад велике дубине. Његова ширина може износити од неколико десетина метара до више километара, а дубина од неколико десетина метара до једног километра. Експлозијом разорен вулкански кратер назива се калдера. Калдере су обично широке и до 20 км и на њиховом дну се обично налазе младе вулканске купе (Јега на планини Тибести у Сахари).
На дну кратера је гротло кроз које растопљена материја из астеносфере стиже до вулканског кратера. Гротло има изглед вертикалног канала у виду димњака који силази до вулканског резервоара. У вулканском резервоару смештена је магма. Вулканска огњишта налазе се на знатним дубинама у Земљиној кори. Г. С. Горшков установио је да се вулканско огњиште Кључевске сопке налази на дубини 50-70 km, да има пречник од 25 до 35 km а запремину усијане магме од 20 000 km³.
Вулканско гротло може бити испуњено стврднутом лавом у виду чепа или житком лавом у виду лавичног језера. Гротло испуњено житком лавом имају вулкани Килауее на Хавајима, Нирагонго и Ниаламгире у Африци. Положај гротла је често ексцентричан, односно налази се уз окомити зид кратера а не у средишњем делу дна.

## Етимологија
Реч кратер долази из грчког језика, од речи κρατήρ која означава керамичку посуду.

## Геоморфологија
Код вулкана се кратер обично налази на врху планине формиране од вулканских наслага које су избиле на површину попут лаве. Вулкани код којих је кратер на врху обично су купастог облика. Постоје и вулкани код којих је кратер на бочним странама вулкана. У неким вулканским кратерима може доћи до стварања кратерских језера, када киша испуни кратер, или после отапања снега.
Пробијени кратери имају нижу ивицу на једној страни, јер је приликом ерупције дошло до изливања лаве, или је касније дошло до ерозије.
Неки вулкани, као на пример Мари, састоје се само из кратера немају вулканску купе. Такође постоје и вулкани који не остављају кратер после ерупције. 

## Калдера
Калдера је велика шупљина налик котлу која се формира убрзо након пражњења коморе магме у вулканској ерупцији. Када велике количине магме еруптирају за кратко време, структурна подршка за стену изнад коморе магме се губи. Површина тла се затим урушава у испражњену или делимично испражњену магматску комору, остављајући велику депресију на површини (од једног до десетина километара у пречнику). Иако се понекад описује као кратер, ова карактеристика је заправо врста вртаче, јер настаје слегањем и колапсом, а не експлозијом или ударом. У поређењу са хиљадама вулканских ерупција које се дешавају сваког века, формирање калдере је редак догађај, који се дешава само неколико пута у веку. Познато је да се само седам колапса који су формирали калдере догодило између 1911. и 2016. године. Недавно се у Килауеи на Хавајима догодио колапс калдере 2018.
Калдера може представљати посебан тип вулканског кратера. То су јако проширени кратери старих вулкана, делимично уништени и разорени млађим ерупцијама и ерозијом. Њихов бедем има изглед српа. Постоје 2 генетска типа оваквих калдера: експлозивне и ерозивне.
Експлозивне калдере постале су у процесу пароксизма. Припадају активним вулканима па се често унутар њих формирају секундарне вулканске купе. Примери калдера овог типа су калдере вулкана Ксудач и Кракатау. У калдери вулкана Ксудач налазе се три језера и секундарни кратер Штубел. 
Ерозивне калдере представљају еродиране и разорене кратере угашених вулкана. Разоравањем дела кратера који се налази у нивоу мора, ерозивне калдере могу постати заливи. Примери оваквих калдера су калдере острва Сен Пол и Санторина. 
И.С. Шчукин издваја трећи генетски тип калдера - саломне калдере. Оне ретко постају, саламањем очврсле лаве на дну кратера искључиво лавичних вулкана.